# Jacinto Pereira
Jacinto Pereira (Luanda, 10 dicembre 1974) è un ex calciatore angolano, di ruolo difensore.

## Carriera

### Nazionale
Ha esordito con la Nazionale angolana nel 2000.